# 阿麗雅·本·阿里
阿麗雅·本·阿里（阿拉伯语：‎ Aliya bint Ali，1911年—1950年12月21日），伊拉克最后一任王后，1934年至1939年在位。她是末代国王費薩爾二世的母亲。
阿麗雅是汉志国王、麦加谢里夫阿里·本·侯赛因的二女儿。1934年1月25日，她和表亲伊拉克国王加齐·伊本·费萨尔结婚并育有独生子費薩爾。两人的婚姻生活并不愉快，很快就分居。
1939年4月4日，加齐国王在一场神秘的车祸中丧生。不少人都认为国王的意外是阿麗雅王后和亲英的总理努里·赛义德的阴谋。由于費薩爾当时只有3岁，他的叔叔阿布杜勒·伊拉一直担任摄政王，直至1953年。費薩爾在被杀之前一直未婚，所以她是伊拉克最后一位王后。